# Copa da Escócia de 1877–78
A Copa da Escócia de 1877-78 foi a 5º edição do torneio mais antigo do futebol da Escócia. O campeão foi o Vale of Leven F.C., que conquistou seu 2º título na história da competição ao vencer a final contra o Third Lanark A.C., pelo placar de 1 a 0.

## Premiação
| Copa da Escócia de 1877-78             |
| Escócia                                |
| -------------------------------------- |
| Vale of Leven F.C. Campeão (2º título) |